# Business-to-exchange
L'espressione Business-to-Exchange (B2X) indica l'operazione attraverso la quale il produttore vende i propri prodotti e servizi su una piazza di mercato, quale la borsa valori, ad altre aziende. Per esempio, il produttore di cereali quali il grano, vende grandi quantitativi ad una azienda di prodotti alimentari quali la pasta. 
La vendita può avvenire tramite logiche di mercato quali l'asta.